# Mattias Asper
Nils Mattias Joachim Asper (Sölvesborg, 20 de março de 1974), ou apenas Mattias Asper, é um ex-futebolista sueco que atuava como goleiro. Começou e terminou a carreira no Mjällby AIF, que foi também seu primeiro time como jogador de futebol profissional.

## Carreira
Por clubes, defendeu ainda AIK, Real Sociedad, Beşiktaş (por empréstimo), Malmö FF, Viking e IF Brommapojkarna.

## Seleção
Com a Seleção Sueca de Futebol, disputou a Eurocopa de 2000, seu único torneio internacional na carreira, mas sua participação no torneio ficou restrita apenas aos treinos, já que os técnicos Lars Lagerbäck e Tommy Söderberg optaram por Magnus Hedman como titular - Asper não disputou nenhuma das três partidas da equipe, que, envelhecida, não passou da primeira fase.
Esnobado pela dupla de treinadores para a Copa de 2002 (Magnus Kihlstedt, que também havia ficado no banco na Euro 2000, e Andreas Isaksson foram escolhidos como reservas de Hedman), Asper chegou a disputar as eliminatórias para a Eurocopa de 2004, mas acabaria abandonando a carreira internacional ainda em 2002.
Pelo selecionado da Escandinávia, foram apenas três partidas.